# Forbundet Kommunikation og Sprog
Forbundet Kommunikation og Sprog (KS) er en faglig organisation for kommunikatører og sprogfolk med en universitetsbaggrund. Forbundet har i 2014 5.178 arbejdsmarkedstilknyttede medlemmer ifølge Danmarks Statistik. KS indgår i Akademikerne og deler a-kasse med Dansk Journalistforbund.

## Medlemmer
Den største del af KS-medlemmerne er erhvervsaktive i det offentlige og private erhvervsliv. De arbejder med kommunikation, sprog og marketing. En anden stor medlemsgruppe er studerende på landets universiteter og handelshøjskoler.
KS udgiver medlemsbladet KOM magasinet Arkiveret 7. december 2021 hos  Wayback Machine, der udkommer otte gange om året.

## Organisation
Kommunikation og Sprog er partipolitisk uafhængig. KS drives af medlemmerne, som vælger repræsentanter til de styrende organer. KS ledes af en hovedbestyrelse på 10 medlemmer med formand Per Lindegaard Hjorth i spidsen. Hovedbestyrelsen og formanden vælges af repræsentantskabet, som er den øverste myndighed. Repræsentantskabet består af 47 repræsentanter, der vælges for to år ad gangen.

## Historie
KS’ historie går tilbage til 1970, hvor Handelshøjskolens Korrespondentsammenslutning (HAK) blev stiftet. HAK optog korrespondenter fra handelshøjskolerne, men i 1976 begyndte HAK også at optage erhvervssproglige kandidater, og ændrede året efter navn til Handelshøjskolens korrespondentsammenslutning (HAK)/Erhvervssprogligt Forbund. I 1979 fik Erhvervssprogligt Forbund sin egen arbejdsløshedskasse, som fik navnet Erhvervssproglig Arbejdsløshedskasse. 
I 2004 skiftede Erhvervssprogligt Forbund navn til Forbundet Kommunikation og Sprog og fik samtidig et nyt logo og optagelsesområde, og i 2007 blev Arbejdsløshedskassen lagt sammen med journalisternes A-kasse og går nu under navnet A-Kassen for Journalistisk, Kommunikation og Sprog (AJKS) Arkiveret 16. august 2011 hos  Wayback Machine. 
I 2023 annoncerede KS og DM at de arbejder hen mod at fusionere. Fusionen træder i kraft den første november 2024.